# Argyrodiaptomus neglectus
Argyrodiaptomus neglectus là một loài động vật giáp xác thuộc họ Diaptomidae. Đây là loài đặc hữu của Brasil.